# Scutellinia
Scutellinia es un género de hongos tipo taza de la familia Pyronemataceae. El género tiene una amplia distribución, especialmente en el hemisferio norte, y según el Dictionary of the Fungi (edición 2008), contiene 66 especies.

## Especies
- Scutellinia ahmadiopsis
- Scutellinia armatospora
- Scutellinia badioberbis
- Scutellinia barlae
- Scutellinia cejpii
- Scutellinia citrina
- Scutellinia colensoi
- Scutellinia crinita
- Scutellinia crucipila
- Scutellinia decipiens
- Scutellinia erinaceus
- Scutellinia jejuensis
- Scutellinia kerguelensis
- Scutellinia legaliae
- Scutellinia lusatiae
- Scutellinia macrospora
- Scutellinia marginata
- Scutellinia minor
- Scutellinia minutella
- Scutellinia mirabilis
- Scutellinia nigrohirtula
- Scutellinia olivascens
- Scutellinia paludicola
- Scutellinia patagonica
- Scutellinia pennsylvanica
- Scutellinia pilatii
- Scutellinia pseudotrechispora
- Scutellinia scutellata
- Scutellinia setosa
- Scutellinia sinensis
- Scutellinia subbadioberbis
- Scutellinia subhirtella
- Scutellinia superba
- Scutellinia totaranuiensis
- Scutellinia trechispora
- Scutellinia tuberculata
- Scutellinia umbrorum